# Harrodsburg
Harrodsburg es un lugar designado por el censo ubicado en el condado de Monroe en el estado estadounidense de Indiana. En el Censo de 2010 tenía una población de 691 habitantes y una densidad poblacional de 61,33 personas por km².

## Geografía
Harrodsburg se encuentra ubicado en las coordenadas 39°1′2″N 86°33′15″O / 39.01722, -86.55417. Según la Oficina del Censo de los Estados Unidos, Harrodsburg tiene una superficie total de 11.27 km², de la cual 11.17 km² corresponden a tierra firme y (0.83%) 0.09 km² es agua.

## Demografía
Según el censo de 2010, había 691 personas residiendo en Harrodsburg. La densidad de población era de 61,33 hab./km². De los 691 habitantes, Harrodsburg estaba compuesto por el 95.95% blancos, el 0.72% eran afroamericanos, el 0.14% eran amerindios, el 0% eran asiáticos, el 0% eran isleños del Pacífico, el 0% eran de otras razas y el 3.18% pertenecían a dos o más razas. Del total de la población el 1.59% eran hispanos o latinos de cualquier raza.